# 帕內韋日斯縣
帕內韋日斯縣是立陶宛十个县份之一，位於該國東北部。面積7,878平方公里，人口211,189（2020年）。首府帕內韋日斯。该县与拉脱维亚接壤。2010年7月1日，立陶宛撤销了县级行政机构，从此帕內韋日斯縣仅保留为领土及统计单位。

## 市镇
帕內韋日斯縣内有6个市镇：
- 比爾扎伊區
- 庫皮什基斯區
- 帕內韋日斯市
- 帕內韋日斯區
- 帕斯瓦利斯區
- 羅基什基斯區